# Ivemark-Symptomenkomplex
Der Ivemark-Symptomenkomplex (Synonyme: Ivemark-Assoziation Ivemark-Syndrom II, Asplenie-Syndrom oder Milzagenesie-Syndrom) ist ein seltenes angeborenes Fehlbildungssyndrom, das nach seinem Erstbeschreiber, dem schwedischen Kinderarzt Björn Ivemark benannt ist. Es kommt mit einer Häufigkeit von 1:40.000 Neugeborenen vor und ist durch das vollständige Fehlen der Milz in Kombination mit verschiedenen Herzfehlern charakterisiert. Durch diese Kombination von Fehlbildungen stellt es einen klassischen Vertreter einer sogenannten Heterotaxie dar. Die Lebenserwartung der meisten betroffenen Kinder ist deutlich eingeschränkt.

## Symptome
Leitsymptom ist das Fehlen der Milz. In verschiedenen Varianten ist aber auch eine Rechtsverlagerung oder eine Fehlbildung der Milz, bei der viele kleine Milzen über den Bauchraum verteilt sind, dem Ivemark-Syndrom zugehörig beschrieben worden. Damit kombiniert und meist für die eingeschränkte Lebenserwartung verantwortlich sind verschiedene komplexe angeborene Fehlbildungen des Herzen wie ein atrio-ventrikulärer Septumdefekt, eine Transposition der großen Arterien oder ein Truncus arteriosus communis. Weitere Fehlbildungen können die meisten inneren Organe betreffen. Dabei kommen bevorzugt Lageanomalien des Magen-Darm-Trakts bis hin zum Situs inversus oder eine dreilappige linke Lunge vor. Weitere Fehlbildungen können zusätzlich vorliegen.

## Ursache
Obwohl die genaue Ursache unbekannt ist, wird eine erbliche Ursache vermutet. Dies legt die Tatsache, dass das Syndrom neben sporadischen Fällen auch verschiedentlich familiär gehäuft auftritt, nahe. Außerdem wird der Ivemark-Symptomenkomplex mittlerweile als eine Ausprägung von verschiedenen Störungen der Lateralisation, also der Seitenzuordnung von Organen, sogenannten Heterotaxien, verstanden. Für einige dieser Heterotaxien sind mittlerweile verschiedene Mutationen in mehreren Genen gefunden worden.